# Friedrich Wilhelm Schultz
Friedrich Wilhelm Schultz (Zweibrücken, 3 gennaio 1804 – Wissembourg, 30 dicembre 1876) è stato un farmacista e botanico tedesco.

## Biografia
All'inizio imparò la professione di farmacia nel negozio di suo padre a Zweibrücken. Nel 1827 iniziò gli studi a Monaco di Baviera, svolgendo successivamente il lavoro post-dottorato a Tubinga. Nel 1832 divenne proprietario di una farmacia a Bitsch e nel 1853 si trasferì a Weissenburg.
Schultz fu uno specialista della famiglia botanica Orobanchaceae. Una delle sue pubblicazioni più note era un libro sulla flora del Palatinato chiamato Flora der Pfalz. Con Paul Constant Billot (1796-1863), fu coautore di Archives de la flore de France et d'Allemagne.
Nel 1840 con suo fratello Carl Heinrich Schultz (1805-1867), fondò la società scientifica POLLICHIA, un gruppo specializzato in studi sulla natura della regione Rheinland-Pfalz.